# Campeonato Asiático de Atletismo de 2011 - 200 m masculino
A prova dos 200 metros masculino do Campeonato Asiático de Atletismo de 2011 foi disputada entre os dias 9 e 10 de julho de 2011 no Kobe Universiade Memorial Stadium em Kobe,  no Japão.

## Recordes
Antes desta competição, os recordes mundiais e do campeonato nesta prova eram os seguintes:
|                       | Nome            | Nacionalidade | Tempo  | Local    | Data                 |
| --------------------- | --------------- | ------------- | ------ | -------- | -------------------- |
| Recorde mundial       | Usain Bolt      | Jamaica       | 19s 19 | Berlim   | 20 de agosto de 2009 |
| Recorde do campeonato | Jang Jae-Keun   | Coreia do Sul | 20s 41 | Jacarta  | 1985                 |
| Recorde asiático      | Shingo Suetsugu | Japão         | 20s 03 | Yokohama | 7 de junho de 2003   |

Os seguintes recordes foram estabelecidos durante esta competição:
| Data        | Evento | Atleta            | Nacionalidade | Tempo  | Notas |
| ----------- | ------ | ----------------- | ------------- | ------ | ----- |
| 10 de julho | Final  | Femi Seun Ogunode | Catar         | 20s 41 | =     |

## Medalhistas
| Ouro                    | Prata               | Bronze                    |
| Femi Seun Ogunode (QAT) | Hitoshi Saito (JPN) | Omar Jouma Al-Salfa (UAE) |

## Cronograma
Todos os horários são locais (UTC+9).
| Data        | Hora  | Evento  |
| ----------- | ----- | ------- |
| 9 de julho  | 19:10 | Bateria |
| 10 de julho | 14:50 | Final   |

## Resultados

### Bateria
Qualificação: 2 atletas de cada bateria  (Q) mais os  2 melhores qualificados (q).
| Posição | Bateria | Atleta               | Nacionalidade          | Tempo | Notas                |
| ------- | ------- | -------------------- | ---------------------- | ----- | -------------------- |
| 1       | 2       | Femi Seun Ogunode    | Catar                  | 20.50 | Q                    |
| 2       | 2       | Shōta Iizuka         | Japão                  | 20.91 | Q                    |
| 3       | 1       | Hitoshi Saito        | Japão                  | 21.04 | Q                    |
| 4       | 3       | Omar Jouma Al-Salfa  | Emirados Árabes Unidos | 21.10 | Q                    |
| 5       | 3       | Shehan Ambepitiya    | Sri Lanka              | 21.11 | Q                    |
| 6       | 2       | Yahya Al Noufali     | Omã                    | 21.12 | q                    |
| 7       | 2       | Reza Ghasemi         | Irão                   | 21.15 | q                    |
| 8       | 2       | Liang Tse-Ching      | Taipé Chinesa          | 21.25 | Recorde da temporada |
| 9       | 1       | Abdullah Al-Sooli    | Omã                    | 21.27 | Q                    |
| 10      | 2       | Mohammed Jummah      | Iraque                 | 21.33 | Recorde da temporada |
| 11      | 3       | Vyacheslav Muravyev  | Cazaquistão            | 21.53 |                      |
| 12      | 3       | Zheng Dongsheng      | China                  | 21.57 |                      |
| 13      | 1       | Leung Ki Ho          | Hong Kong              | 21.70 |                      |
| 14      | 1       | Liang Jiahong        | China                  | 21.75 |                      |
| 15      | 3       | Battulgyn Achitbileg | Mongólia               | 21.82 |                      |
| 16      | 3       | Calvin Kang Li Loong | Singapura              | 21.86 |                      |
| 17      | 1       | Elfi Mustapa         | Singapura              | 22.42 |                      |
| 18      | 1       | Khalil Al-Hanahneh   | Jordânia               | 22.49 |                      |
| 19      | 2       | M. Tsetsegmaa        | Mongólia               | 23.03 |                      |
| 20      | 3       | Yuichi Kobayashi     | Japão                  | 32.11 |                      |
| 21      | 1       | Peyman Rajabi        | Irão                   | DSQ   | 163.3(a)             |

### Final
A final da prova ocorreu dia 10 de julho às 14:50.
| Posição           | Raia | Atleta              | Nacionalidade          | Tempo | Notas |
| ----------------- | ---- | ------------------- | ---------------------- | ----- | ----- |
| Medalha de ouro   | 6    | Femi Seun Ogunode   | Catar                  | 20.41 | =     |
| Medalha de prata  | 4    | Hitoshi Saito       | Japão                  | 20.75 |       |
| Medalha de bronze | 5    | Omar Jouma Al-Salfa | Emirados Árabes Unidos | 20.97 |       |
| 4                 | 7    | Shōta Iizuka        | Japão                  | 21.10 |       |
| 5                 | 8    | Abdullah Al-Sooli   | Omã                    | 21.14 |       |
| 6                 | 9    | Shehan Ambepitiya   | Sri Lanka              | 21.16 |       |
| 7                 | 2    | Reza Ghasemi        | Irão                   | 21.18 |       |
| 8                 | 3    | Yahya Al Noufali    | Omã                    | 21.20 |       |

Legenda
| Recorde mundial       | Recorde mundial (World record)               |                       | Recorde africano                      | Recorde africano (African) |                                           | Q | Classificado por posição (Qualified) |
| Recorde do campeonato | Recorde do campeonato (Championship record)  | Recorde da América    | Recorde da América (Americas)         | q                          | Classificado por melhor tempo (Qualified) |   |                                      |
| Melhor marca do ano   | Melhor marca do ano (World leading)          | Recorde asiático      | Recorde asiático (Asian)              | DNS                        | Não largou (Did not start)                |   |                                      |
| Recorde nacional      | Recorde nacional (National record)           | Recorde europeu       | Recorde europeu (European)            | DNF                        | Não terminou (Did not finish)             |   |                                      |
| Recorde pessoal       | Recorde pessoal do atleta (Personal best)    | Recorde da Oceania    | Recorde da Oceania (Oceania)          | DSQ / DQ                   | Desclassificado (Disqualified)            |   |                                      |
| Recorde da temporada  | Recorde da temporada do atleta (Season best) | Recorde sul-americano | Recorde sul-americano (South America) | NM                         | Sem marca (No mark)                       |   |                                      |